# Ingo Porges
Ingo Porges (Amburgo, 22 agosto 1938) è un ex calciatore tedesco, di ruolo centrocampista.